# Hieracium dasythrix
Hieracium dasythrix es una especie de planta con flor del género Hieracium, de la familia Asteraceae, orden Asterales.

## Distribución
Hieracium dasythrix se distribuye por Escocia.

## Taxonomía
Fue descrita científicamente por (E. F. Linton) Pugsl. Fue publicada en J. Bot.